# 羅曼史 (2015年電影)
《羅曼史》，2015年上映的日本劇情片，由女導演棚田由紀自編自導，大島優子主演。

## 劇情簡介
片名「羅曼史」的由來，是此片主要以小田急電鐵的浪漫特快（另譯「羅曼史號」）為背景之故事。
每天往返新宿與箱根的26歲列車商品販售乘務員北條鉢子（大島優子 飾），雖然在工作上總是表現優秀，是後輩們依賴的對象，但面對男友直樹（窪田正孝 飾）卻有著優柔寡斷的一面，無法拒絕男友不斷的借錢。某天，鉢子收到了一封信，寄信者竟是鉢子已多年未見且音訊全無的母親賴子（西牟田惠 飾）。鉢子將信收在衣袋，並在列車駛回時將信撕毀丟進垃圾桶，此舉卻被一位古怪的電影製作人櫻庭洋一（大倉孝二 飾）看見，洋一撿起了信。洋一在看完信之後擔心寄信者有尋死之念頭，於是拉著鉢子前往箱根找尋多年未見的母親，兩人展開了一段尋母之路......。

## 製作花絮
導演棚田由紀表示，「儘管大島在確定接這部片時仍非常忙碌，但她仍百忙之中抽空練習如何推服務車，以及乘務員的專業行禮方式等，完成了整個教程。而且即使是空無一物的推車也要50公斤，若放上一排便當、啤酒等食物，會近60公斤重。但她掌握要領之快連專業乘務員都感到意外。」

## 主要角色
- 北條鉢子：大島優子
- 櫻庭洋一：大倉孝二
- 久保美千代：野嵜好美
- 直樹：窪田正孝
- 北條賴子：西牟田惠（日语：西牟田恵）

## 幕後人員
- 編劇、導演：棚田由紀（日语：タナダユキ）
- 配樂：周防義和（日语：周防義和）、Jirafa
- 剪輯：宮島龍治（日语：宮島竜治）
- 片尾曲：《Romance 〜サヨナラだけがロマンス〜》三浦透子
- 製作公司：東北新社
- 製作：TOEI VIDEO（日语：TOEI VIDEO）
- 宣傳、發行：Tokyo Theatres（日语：東京テアトル）

## 獎項

### 提名
- 2015年第40回報知電影獎

主演女優賞：大島優子
助演男優賞：大倉孝二

## 電影節參展
- 2015年第18屆上海國際電影節
- 2015年第9屆北美日本電影節

## 外部連結
- 官方網站 （页面存档备份，存于）
- 官方預告 （页面存档备份，存于）
- 羅曼史的X（前Twitter）
- 大島優子docomo movie專訪[永久]
- 大島優子Tokyoheadline專訪[永久]